# Eduard Montford
Eduard Montford (* 23. Januar 1819 in Zell am Harmersbach; † 1. Mai 1881 in Bruchsal; evangelisch) war ein seit 1851 im badischen Staatsdienst stehender Jurist und Amtsvorstand, vergleichbar mit einem heutigen Landrat.

## Leben
Eduard Montford war der Sohn des  Karl Montford, Buchhalter der Steingutfabrik in Zell am Harmersbach, und der Maria Catharina geborene Hug.
Montford studierte Rechtswissenschaften an der Albert-Ludwigs-Universität Freiburg. 1838 wurde er Mitglied des Corps Suevia Freiburg. Nach dem ersten und zweiten Staatsexamen wurde er ab dem 2. Juni 1851 Amtsassessor beim Bezirksamt Donaueschingen. Am 15. Juni 1856 wurde er zum Amtmann und provisorischen Amtsvorstand beim Bezirksamt Blumenfeld ernannt und am 31. Juli 1857 zum Bezirksamt Engen versetzt, wo er am 15. November 1861 zum Oberamtmann befördert wurde. Am 28. März 1863 wurde er Oberamtmann beim Bezirksamt Offenburg und am 23. Mai 1874 Stadtdirektor beim Bezirksamt Bruchsal.

## Auszeichnungen
- 1874 Ritterkreuz 1. Klasse des Zähringer Löwen-Ordens